# Kuchen

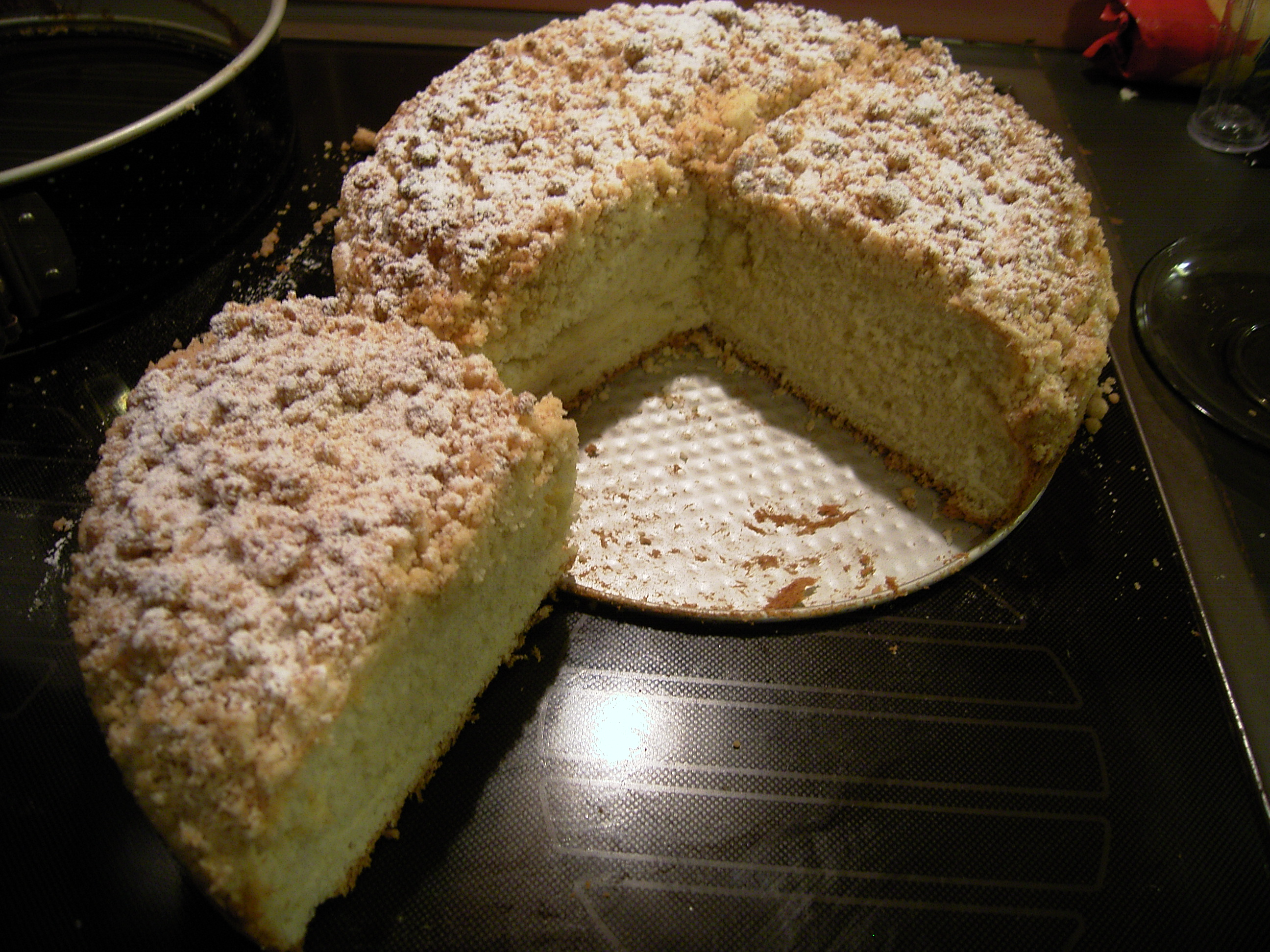
Streuselkuchen.

Kuchen és una denominació d'origen alemanya d'un pastís de la rebosteria centroeuropa. Existeixen múltiples varietats de kuchen. Generalment es diferencia de la coca per no tenir farciments ni cobertures. Predominen varietats dolces, encara que també hi ha kuchen salat.

## El kuchen a Argentina
A Argentina, els alemanys del Volga han fet bastant popular diverses varietats de kuchen especialment a la província d'Entre Ríos.

## El kuchen a Xile
A Xile, va ser introduït pels colons germans de la zona sud i es va convertir en una tradició molt arrelada. En aquest país, es diu usualment «kuchen» al obstkuchen ('kuchen de fruita'), on destaca el apfelkuchen ('kuchen de poma'). També n'hi ha de plàtan, fruites procedents d'una infructescència, murtes, cirera i altres fruites. El kuchen és un dels pastissos favorits que acompanya «les onze», nom que rep el berenar xilè, sobretot en el sud del país.

## Curiositats
El nom del pastís francès quiche, típic de la Lorena, deriva de la paraula alemanya Kuchen que significa pastís. En anglès, aquesta paraula va ingressar des del francès i per això la seva pronunciació resulta diferent.